# Jan Svatopluk Presl
Jan Svatopluk Presl (4 septembrie 1791, Praga - d. 6 aprilie 1849, Praga) a fost un savant ceh care și-a desfășurat activitatea în domeniul științelor naturii (chimie, geologie, botanică, zoologie). A fost profesor la Universitatea Carol din Praga și a publicat numeroase lucrări. De numele lui se leagă stabilirea terminologiei științifice în limba cehă în diferite domenii: chimie, mineralogie, geologie, paleontologie, botanică, zoologie. A fost fratele mai mare al botanistului Karel Bořivoj Presl, cu care a colaborat la elaborarea lucrării Flora Čechica, în limba latină. În memoria celor doi frați, principala publicație a Societății botanice cehe a fost numită Preslia.
A studiat medicina și științele naturale la Universitatea Carol-Ferdinand din Praga. A absolvit în 1816, dar nu a practicat niciodată medicina.  Din 1818 a fost profesor la liceul din Olomouc. În 1820 a fost numit profesor de științe naturale la Universitatea Carol din Praga, unde a predat zoologia și mineralogia timp de 28 de ani.